# Якоби, Жан
Жан Якоби́, также Жан Жакоби́ (фр. Jean Jacoby), полное имя Жан Люсье́н Николя́ Якоби́ (фр. Jean Lucien Nicolas Jacoby); (26 марта 1891, Люксембург — 9 сентября 1936, Мюлуз) — люксембургский художник, двукратный олимпийский чемпион в конкурсах искусств. 

## Биография
Жан Люсьен Николя Якоби родился  в Люксембурге 26 марта 1891 года. Его отец Мишель Якоби был чиновником Люксембургской компании CFL, штаб-квартира которой находилась в эльзасском городе Страсбург. Через год после рождения сына отца перевели в Мольсем, где  Жан посещал начальную школу. В юности открылся его талант к живописи. Художественное образование он приобретал в страсбургской школе изящных искусств (фр. École des Beaux-Arts).  14 октября 1912 года Якоби получил диплом преподавателя живописи и рисунка для школ и лицеев в Эльзас-Лотарингии. Условием для работы было наличие немецкого гражданства. В том же 1912 году 
Жан Якоби женился на немке Розе Рихтер родом из
Марбурга. У них родилось троих детей, двое из них умерли в раннем возрасте. Профессия педагога не пришлась Жану по вкусу, он решил остаться свободным художником. В годы 1912—1918 работал в одной из церквей Висбадена (Германия). Позднее вернулся в Страсбург, был директором типографии и иллюстратором газет. 
В 1926 году Жан Якоби переехал в Берлин, где тогда лишь немногие графики дополняли статьи рисунками. Как газетный художник он заметно повысил ценность публикаций немецкого издательства «Ульштайн» и стал в нём ответственным за иллюстрирование. Якоби нанимал художников и фотографов в областях, которые наиболее соответствовали их способностям и интересам. Сам он проявлял привязанность к спортивной тематике, особенно к футболу и лёгкой атлетике. Он входил в берлинское культурное сообщество, круг его друзей включал художников, актёров, известных спортсменов. Будучи членом местной художественной ассоциации, он регулярно представлял свои работы на выставках во  дворце Бельвю. Берлинский период стал высшей точкой его художественной деятельности. В 1931 году издательством «Ульштайн» был основан  журнал «Семь дней», где Якоби работал 
редактором иллюстраций. Тираж первого в Европе домашнего «гида» для радиопрограмм достиг 300 000 экземпляров. 
В 1933 году, когда пришёл к власти Гитлер, ситуация резко ухудшилась. Хозяин издательства Леопольд Ульштайн вынужден был отказаться от своего бизнеса из-за внедрения нацистской программы ариизации.
В 1934 году Якоби вместе со своей второй женой Марией покинул немецкую столицу и переехал во французский город  Мюлуз. Вскоре после закрытия помпезных Олимпийских игр в Берлине художник скончался от инфаркта 9 сентября 1936 года.

## Лучшие достижения
Главными событиями в жизни художника стали его победы на Олимпийских играх 1924 года в Париже (Франция) на конкурсе искусств по живописи за триптих —  «Угловой», «Старт», «Регби» (фр. Corner, Départ, Rugby), а также на Олимпийских играх 1928 года в Амстердаме (Нидерланды) на конкурсе по рисункам и акварели за работу «Регби».
На следующих Олимпийских играх Жан Якоби медалей не получал, но удостоился почётного упоминания (англ. Honourable Mention) в 1932 году за картину
«Перед голом» (англ. Before the Goal), а в 1936 году за «Скоростной спуск (лыжи)» (нем. Abfahrtslauf (Ski)). 

## Галерея
|            |  |        |  |
| Барьеристы |  | Бегуны |  |

## Версия в литературе

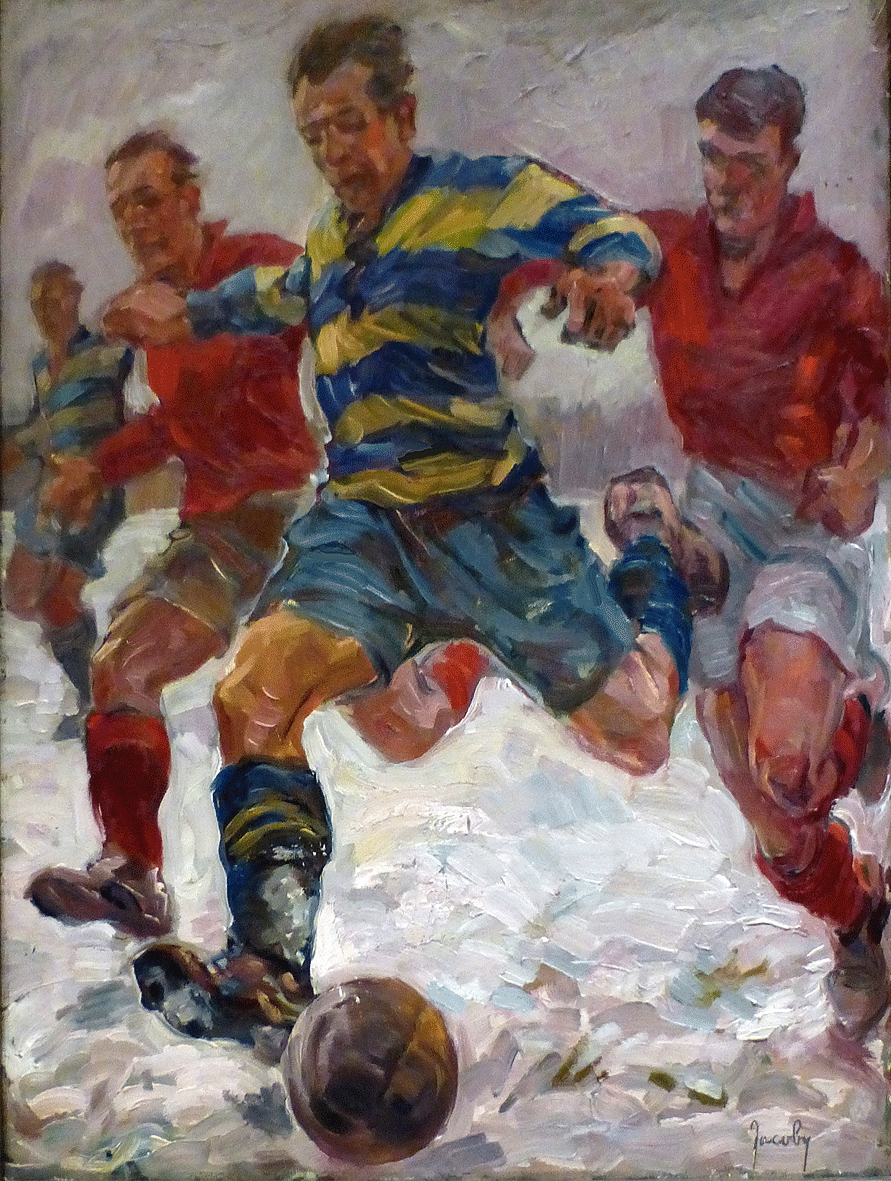
Жан Якоби. «Футбольный матч зимой», 1932

Литературовед Александр Долинин идентифицировал картину Якоби «Футбольный матч зимой» (см. «Футболист (Набоков)») с описанием содержащимся в крупнейшем русскоязычном романе Владимира Набокова «Дар» (1938): 
Поговорили о Романове. О его картинах. < ... > Вы знаете его «Футболиста»? Вот как раз журнал с репродукцией. Потное, бледное, напряжённо-оскаленное лицо игрока во весь рост, собирающегося со страшной силой шутовать по голу. Растрёпанные рыжие волосы, пятно грязи на виске, натянутые мускулы голой шеи. Мятая, промокшая фиолетовая фуфайка, местами обтягивая стан, низко находит на забрызганные трусики…
Картина участвовала в конкурсе искусств на спортивные темы (номинация — живопись) во время летних Олимпийских игр 1932 года. Писатель мог ознакомиться с картиной люксембуржца, как предполагается, в каком-либо футбольном издании.